# 法泰赫加尔
法泰赫加尔（Fatehgarh），是印度北方邦Farrukhabad县的一个城镇。总人口14682（2001年）。

## 人口
该地2001年总人口14682人，其中男性8825人，女性5857人；0—6岁人口1764人，其中男974人，女790人；识字率75.70%，其中男性为82.97%，女性为64.76%。